# Variabele herfstuil
De variabele herfstuil (Agrochola lychnidis) is een nachtvlinder uit de familie Noctuidae, de uilen. De voorvleugellengte bedraagt tussen de 15 en 18 millimeter. De soort komt voor in heel Europa. Hij overwintert als ei.

## Waardplanten
De variabele herfstuil heeft als waardplanten allerlei kruidachtige planten, maar ook grassen, loofbomen en struiken.

## Voorkomen in Nederland en België
De variabele herfstuil is in Nederland en België een niet zo algemene soort, die verspreid over het hele gebied kan worden gezien. De vlinder kent één generatie die vliegt van begin juli tot en met september.